# Кларк, Хэдден
Хэдден Ирвин Кларк (англ. Hadden Irving Clark; род. 31 июля 1951) — американский серийный убийца, каннибал и мошенник.

## Биография
Родители Кларка были алкоголиками. Они оскорбляли и били своих четверых детей. Двое братьев Кларка в дальнейшем были арестованы за убийство и домашнее насилие. Мать, находясь в нетрезвом состоянии, одевала Кларка в женскую одежду. Из-за этого он считал себя женщиной и в дальнейшем часто носил женские вещи. Кларк в детстве проявлял садистские наклонности, ему нравилось мучить животных и обижать других детей.

## Падение на дно
Став взрослым, Кларк освоил профессию повара. Он работал в гостиницах, ресторанах и на лайнерах, совершающих круизы. Однако из-за психического заболевания он постоянно терял работу. Кларк часто мстил своим работодателям, совершая саботаж или воровство. Ему приходилось работать на низкооплачиваемых работах. Он служил на флоте, однако оттуда его уволили, когда поставили диагноз параноидная шизофрения. Кларк в конечном счёте обосновался в Мэриленде, где часто был бездомным.

## Убийства
Первой жертвой Кларка стала шестилетняя соседка, которую он убил в мае 1986 года. Он зарезал её ножом и попытался совершить половой акт с трупом. Он съел некоторые части её тела, прежде чем избавиться от трупа. В то время Кларка не считали подозреваемым, полиция первоначально подозревала в убийстве отца девочки. В 1992 году он убил Лору Хотелинг, молодую женщину, мать которой взяла его работником в свой сад. Местная полиция, которая к тому времени стала подозревать его в убийстве девочки, приняла решение об аресте. Также ему приписывается убийство неопознанной женщины, известной под прозвищем "Леди дюн", совершённое в 1974 году, однако доказательств причастности Кларка к этому нет.

## Приговор
Кларк признал себя виновным в тяжком убийстве Лоры Хотелинг и был приговорён к 30 годам тюремного заключения. В 1999 году он был признан виновным в убийстве девочки. Другие заключённые рассказали, что он хвастал совершением этого преступления. За это ему добавили ещё 30 лет тюрьмы, а также в наказание включили 10-летний срок за давний грабёж.